# 姜異康
姜異康（きょう いこう、ジャン・イーカン、1953年1月 - ）は、中華人民共和国の政治家である。人民解放軍などを経て2002年に重慶市副書記に就任。2008年3月から山東省の共産党委員会書記を務めている。前国家副主席の曽慶紅に近いとされる。